# Melanophryniscus klappenbachi
Melanophryniscus klappenbachi és una espècie d'amfibi que viu a l'Argentina, el Paraguai i, possiblement també, a Bolívia i el Brasil.